# Carnonacae

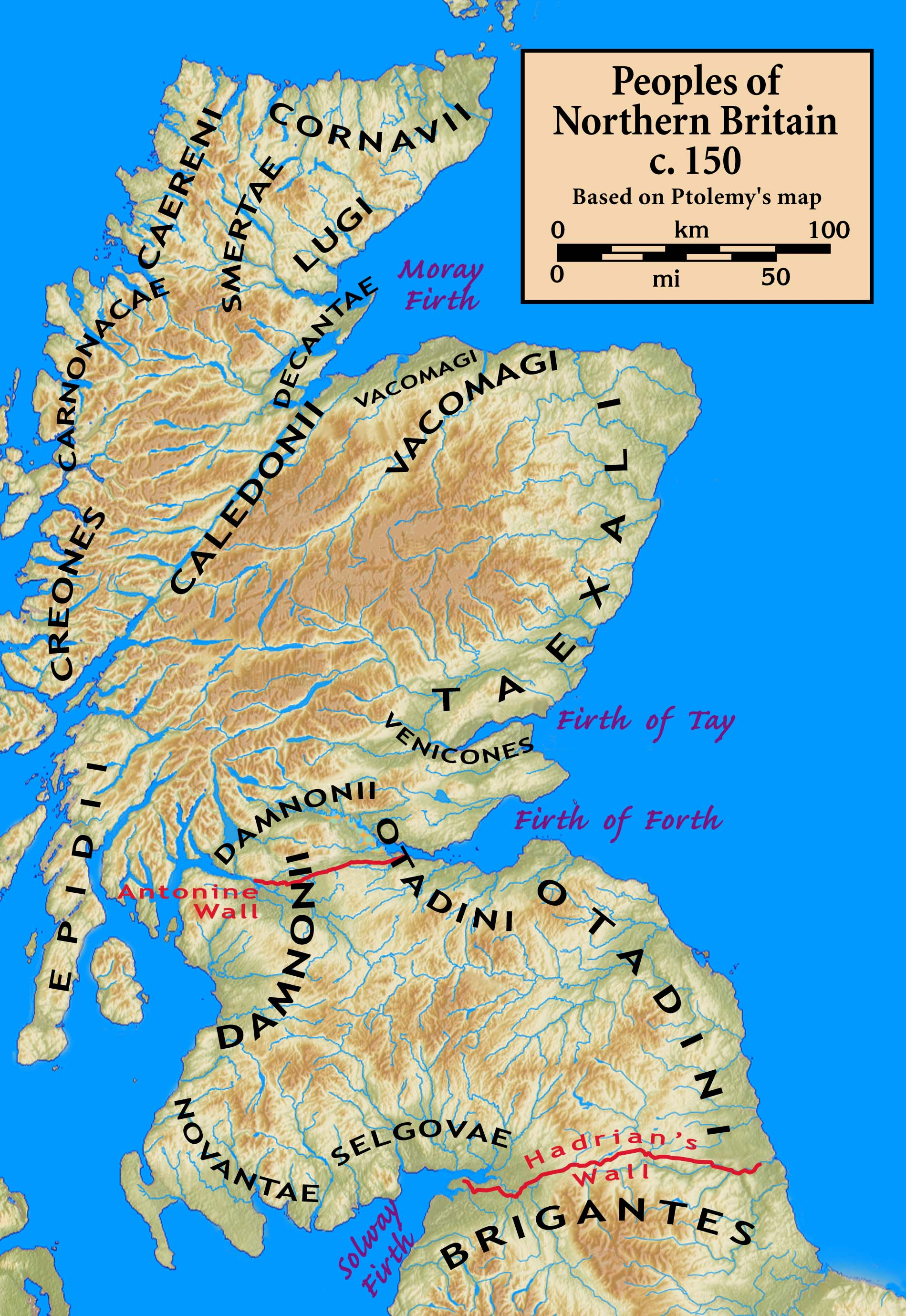
Mapa de ubicación del pueblo Carnonacae.

Los Carnonacae eran un grupo tribal de la antigua Britania, conocidos por una única mención del geógrafo Claudio Ptolomeo. De su descripción en relación con tribus y emplazamientos vecinos, su territorio estaba localizado en la zona de la moderna Ross-shire, pero se desconoce el nombre de aldeas o ciudades principales.